# Demir Ege Tıknaz
Demir Ege Tıknaz, né le 17 août 2004 à Istanbul en Turquie, est un footballeur international turc qui joue au poste de milieu central au Beşiktaş JK.

## Biographie

### En club
Né à Istanbul en Turquie, Demir Ege Tıknaz est formé par le Beşiktaş JK, qu'il rejoint en 2014. Il signe son premier contrat professionnel avec le club en septembre 2022. Il joue son premier match en professionnel le 27 juillet 2023, lors d'une rencontre qualificative pour la phase de groupe de la Ligue Europa Conférence 2023-2024 face au KF Tirana. Il entre en jeu à la place de Jackson Muleka et son équipe l'emporte par trois buts à un.
Tıknaz prolonge son contrat avec Beşiktaş le 15 mai 2024. Il est alors lié au club jusqu'en juin 2027.
Le 2 septembre 2024, il est prêté pour une saison au Portugal avec le club du Rio Ave FC. 

### En sélection
Tıknaz représente l'équipe de Turquie des moins de 18 ans jouant au total quatre avec cette sélection en 2022.
Demir Ege Tıknaz joue son premier match avec l'équipe de Turquie espoirs contre l'Italie le 12 septembre 2023. Il est titularisé et son équipe s'incline par deux buts à zéro ce jour-là.
Demir Ege Tıknaz honore sa première sélection avec l'équipe nationale de Turquie le 11 juin 2025, à l'occasion d'un match amical contre le Mexique. Il entre en jeu et son équipe est battue (1-0 score final).